# Air France Industries KLM Engineering & Maintenance
Air France Industries KLM Engineering & Maintenance (AFI KLM E&M) occupe le deuxième rang mondial des acteurs multi-produits sur le marché de l’entretien aéronautique ou MRO (Maintenance, Repair and Overhaul, entretien, réparation et révision).
La maintenance aéronautique est le troisième métier du groupe Air France – KLM, avec un chiffre d’affaires externe de 2,1 milliard d’euros.  
Air France Industries et KLM Engineering & Maintenance sont respectivement les marques commerciales des entités de maintenance d’Air France, d’une part et de KLM, d’autre part. Lors de la création du Groupe Air France-KLM en 2004, ces entités se sont progressivement rapprochées et coordonnées afin de proposer une offre commune sur le marché de l’entretien aéronautique (B2B). À partir de 2009, et la création d’une organisation des ventes communes aux deux entités, il a été décidé d’un co-branding, considéré comme une marque unique, AFI KLM E&M était né. 

## Activité
AFI KLM E&M opère sur trois segments majeurs du secteur de la maintenance : l’entretien des cellules, la maintenance des moteurs et le support des équipements (électroniques, mécaniques, pneumatiques, hydrauliques, etc.). L’entretien des cellules regroupe trois sous-segments : le support d’exploitation, qui vise à vérifier au quotidien le bon fonctionnement des systèmes ainsi que l’intégrité de la structure de l’avion, le Grand Entretien pour des contrôles approfondis comprenant le démontage de la cabine, des équipements et de certains éléments structurels, et la réalisation de chantiers de modification, notamment les aménagements des cabines. 

## Concurrence
L’évolution de cette activité suit de près celle des flottes commerciales mondiales et leur utilisation. À court terme, les compagnies aériennes ont tendance à ajuster leur utilisation d’avions d’ancienne génération, dont les coûts, notamment ceux de maintenance, sont les plus élevés. Les opérateurs MRO subissent ainsi des variations plus fortes de la demande pour les appareils d’ancienne génération que pour les modèles de nouvelle génération. 
Le marché se caractérise également par une augmentation de la pression sur les prix, résultant du renforcement de la concurrence entre les opérateurs de maintenance (MRO) et d’exigences plus rigoureuses de la part des compagnies clientes. En outre, un nombre croissant de compagnies aériennes cherchent à transférer le financement des pièces de rechange aux prestataires de maintenance, dans le cadre de contrats dont la portée est de plus en plus étendue (quant au chiffre d’affaires, à la durée, à la complexité, etc. ). Enfin, la concurrence avec les équipementiers (Original Equipment and Engine Manufacturers, OEM) et les avionneurs (Original Aircraft Manufacturers, OAM) s’est considérablement accrue ces dernières années. 
Comme tous les acteurs de l’industrie aéronautique et du transport aérien, les opérateurs MRO participent à un vaste mouvement de consolidation visant à accroitre les économies d’échelle et à lutter contre la pression sur les prix. 
Dans ce contexte, les avionneurs, les motoristes et les équipementiers aéronautiques poursuivent le développement de leurs services après - vente pour proposer à leurs clients des solutions de maintenance de plus en plus intégrées. Ce positionnement correspond à une stratégie à long terme fondée sur la valorisation de la propriété intellectuelle par la commercialisation de licences à un nombre restreint de prestataires de services de maintenance cherchant à étendre leur activité à certains produits. Cette tendance s’accentue, notamment avec l’arrivée de nouveaux appareils tels que l’A220, l’A350, le 787, etc. À terme, cette tendance pourrait se traduire par une limitation de la concurrence dans le marché MRO et peser significativement sur les coûts d’entretien des compagnies aériennes. 
L’année 2019 est marquée par l’arrêt du 737 Max. L’impact sur le marché du MRO n’est pas perceptible à court terme. Pour autant, l’arrêt prolongé du programme risque de mettre sous pression les OEM et Boeing qui pourraient répercuter leurs pertes sur le marché MRO.
La capacité à maintenir des conditions concurrentielles équilibrées constitue un objectif prioritaire, à la fois pour l’activité commerciale d’AFI KLM E&M, mais aussi pour la maîtrise des coûts de maintenance d’Air France et KLM.
Cette activité connaît également un changement technologique qui influe sur les produits, processus, méthodes et compétences des activités de maintenance. C’est notamment le cas avec les appareils de nouvelle génération dont la dimension avionique joue un rôle de plus en plus important par rapport aux systèmes mécaniques : outils numériques, structures composites, connectivité, etc. L’innovation fait partie intégrante de tous les processus métiers. 

## The MRO Lab®
Le programme d’innovation d’AFI KLM E&M, The MRO Lab®, se concentre sur des domaines stratégiques du secteur MRO, allant de la mobilité des techniciens à l’expérience client en passant par les applications Big Data, l’Internet des objets, la numérisation, la maintenance prédictive, la fabrication additive et l’intelligence artificielle. 

## Prognos®
Dans le domaine numérique, Prognos®, lancé en 2016, réunit différentes solutions de maintenance prédictive reposant sur l’exploitation des données des systèmes des appareils dans le but d’améliorer les modèles et processus de maintenance. La gamme de solutions Prognos® comprend Prognos® for Aircraft, Prognos® for APU, Prognos® for Inventory, et Prognos® for Engines. 

## Historique
Ces dix dernières années, l’entreprise a investi dans la modernisation de son système d’information et des infrastructures industrielles d’AFI KLM E&M sur ses principaux sites de maintenance : Toulouse, Amsterdam, Villeneuve - le-Roi, Roissy et Orly.

### 2018
AFI KLM E&M a annoncé en 2018 la création de Singapore Component Solutions, une joint-venture avec Sabena pour la réparation d’équipements aéronautiques à Singapour. 

### 2019
En 2019, AFI KLM E&M s’est fortement développé sur les produits Airbus 350, Boeing 787, Airbus 320neo et Boeing 737 max.
En 2019, AFI KLM E&M a renforcé l’industrialisation de sa présence sur le continent asiatique, notamment avec sa joint-venture avec Sabena et son atelier d’équipements à Shanghai. Son positionnement en Asie a également été consolidé par le partenariat développé avec GMF.
Cette même année, plusieurs compagnies aériennes ont renouvelé ou prolongé leurs contrats avec AFI KLM E&M, comme par exemple Cebu Pacific qui a ajouté le support de ses équipements A320neo à son contrat. C’est aussi le cas d’Air Asia X et l’extension aux A330neo.
En 2019, AFI KLM E&M a signé plusieurs contrats notamment China Southern Airlines, Virgin Atlantic et Fidji Airways pour le support de l’A350 ou Air Tahiti Nui pour le 787. Concernant la maintenance des APU via EPCOR, filiale d’AFI KLM E&M, plusieurs accords à long terme ont été signés avec Gulf Air, Air Tahiti Nui ou encore El Al. 
AFI KLM E&M a également poursuivi l’industrialisation de sa gamme de produit LEAP.
Parmi les nouveaux contrats signés en 2019 figurent, entre autres, WestJet pour du support sur les GEnx ou Philippine Airlines pour le support CFM56 - 5b. Le Groupe propose un support moteur pour les moteurs suivants : CFM56, CF6 – 80, GE90, GP7200, GEnx, LEAP. 

## Filiales et co-entreprises
AFI KLM E&M poursuit sa stratégie de croissance en déployant son réseau de filiales (EPCOR, CRMA, KLM UK Engineering, Barfield, AFI KLM E&M Components China) et de co-entreprises (ATI, Beijing LMI, Spairliners, Max MRO Services, AAF Spares, iGO Solutions, Airfoils Advanced Solutions, Singapore Component Solutions, AMES et Bonus Tech). 